# キ38 (航空機)
キ38は、大日本帝国陸軍が計画した戦闘機。開発は川崎航空機工業によって行われた。

## 概要
1937年（昭和12年）3月、当時各国が開発を進めていた双発戦闘機の影響を受け、陸軍航空本部は研究方針に双発複座戦闘機を盛り込み、川崎にキ38の研究試作を命じた。陸軍の方針による双発戦闘機は爆撃機の援護を主任務とするもので、単座戦闘機に匹敵する諸性能と、400 kmから500 kmに及ぶ行動半径を持つことが要求されていた。武装は、当初は機関砲の装備案もあったが、技術的限界から最終的には固定機銃2挺、旋回機銃1挺となった。
試作を命じられた川崎は、井町勇技師を設計主務者として設計を開始し、同年10月に基礎設計とモックアップを完成させた。しかし、キ38は陸軍の要求を満たしておらず、同年12月に陸軍からキ38を基礎として新たにキ45双発戦闘機を開発することが命じられ、キ38の開発計画は中止された。
機体は、当初は空冷エンジンと液冷エンジンを併用する3発機とすることも検討されていたが、最終的な設計案は川崎「ハ9」系列の液冷V型12気筒エンジン2基を装備する、楕円テーパー翼の双発戦闘機に落ち着いている。

## 関連する計画機
キ38と同時に研究試作が指示された双発戦闘機に、中島飛行機の「キ37」と三菱重工業の「キ39」があるが、双方ともにキ38と同時に開発中止が命じられ、基礎設計のみに終わっている。なお、1937年にはキ39の姉妹機と見られる司令部偵察機「キ40」も構想され、三菱で基礎設計が行われたが、これも形にはならなかった。